# Розанов, Леонид Николаевич
Леонид Николаевич Розанов (1910—1984) — горный инженер, геолог, лауреат премии имени И. М. Губкина (1960).
Родился 16 декабря 1910 года в Екатеринодаре.
В 1930 году — окончил курсы топографов и работал в геологических партиях треста «Грознефть», с 1931 — в Дагестанской группе НГРИ в Ленинграде, учился на коллекторских курсах.
В 1938 году — окончил Ленинградский горный институт.
После окончания ВУЗа — начальник структурно-геологической партии сектора «Второе Баку» НГРИ, позднее — руководитель темы по тектонике Ленинградской и смежных областей.
Весной 1942 года — арестован по обвинению в агитации молодежи против добровольного вступления в армию, выслан в Новосибирск и с мая по август 1942 находился в стройбате Сибирского военного округа.
Впоследствии работал геологом в Западно-Сибирском ГУ, старшим и главным геологом Средневолжского отделения Союзного геофизического треста (1943—1948), старшим геологом Куйбышевской экспедиции ВНИГРИ (1948—1950).
В 1956 году защитил докторскую диссертацию, в 1959 году присвоено учёное звание профессора.
С 1960 по 1963 годы — заместитель директора Всесоюзного НИИ нефтяной геологии (1960—1963). С 1963 — снова во ВНИГРИ (рук. сектора региональных геолого-геофизических работ и опорного бурения, зав. сектором тектоники нефтегазоносных областей).
С 1950 по 1960 годы работал в УфНИИ, где прошел путь от старшего научного сотрудника до заместителя директора по научной работе (с 1956 года).
Научная деятельность связана с нефтяной геологией и тектоникой нефтегазоносных областей.
Исследовал Волжско-Камскую антеклиза, выделил Башкирский свод, Бирскую седловину, изучал перспективы Волго‑Уральской нефтегазоносной провинции, составил карту нефтегазоносных областей СССР (1973).
Автор более 200 научных трудов.
Умер в 1984 году.

## Награды
- Премия имени И. М. Губкина (совместно с Э. Э. Фотиади, Ю. А. Притулой, В. Н. Тихим, В. А. Успенским, за 1960 год) — за работу по комплексному изучению и обобщению материалов по геологии нефти и нефтегазоносности Волго-Уральской области, изложенную в томах монографии «Волго-Уральская нефтеносная область» — «Тектоника», «Нефтеносность», «Девонские отложения» и «Геохимическая характеристика нефтей и других битумов» (Труды ВНИГРИ, Новая серия, вып. 100, 104, 106, 107)